# Hrungnir

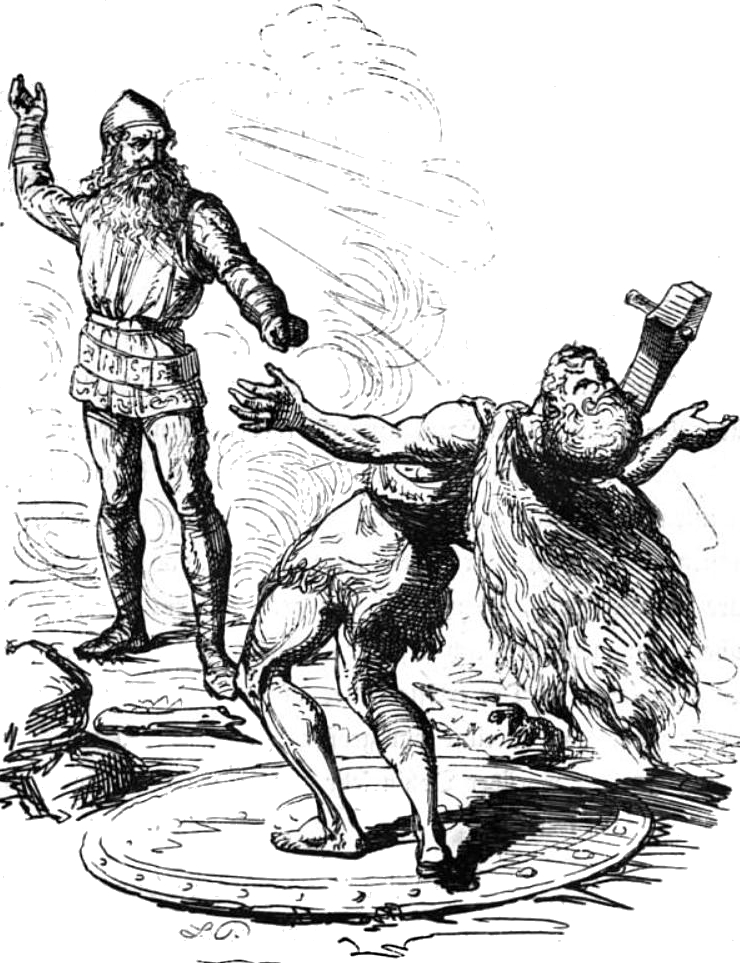
Thor ultima a Hrungnir.

Hrungnir o Rungnir era un gigante en la mitología nórdica, asesinado por el dios Thor con su martillo, Mjolnir. El relato está documentado en Skáldskaparmál, la segunda parte de la Edda prosaica de Snorri Sturluson.
Anterior a su fallecimiento, Hrungnir entró en una apuesta con Odín en la cual Odín jugó su cabeza apostando a su caballo. Sleipnir siendo más veloz que el corcel del gigante, Gullfaxi, ganó la carrera. Tras esta, fue invitado al Valhalla, pero se volvió borracho y abusivo. Los dioses llamaron a Thor para que lo batallara y derrotara.

## La lucha y el encantamiento
Thor y su sirviente Thjalfi desafían al gigante, quien lanza su arma de piedra de afilar a Thor. Aplastados por el martillo de Thor, Mjölnir, los fragmentos de la piedra de afilar caen a tierra, y según la leyenda «de allí ... vienen todas las piedras de pedernal», mientras un fragmento se incrusta profundamente en la frente del dios.
Sin embargo, el martillo golpea a Hrungnir y le rompe el cráneo; pero en su caída, el cuerpo muerto de Hrugnir se derrumba sobre Thor, dejando al dios enterrado bajo una de sus piernas.
Cuando tanto Thjalfi como la fuerza combinada del Æsir fallan al empujar y tirar del pie del gigante de la garganta de Thor, Magni, el hijo pequeño de Thor con la gigante Járnsaxa, pasa y levanta fácilmente el pie, reprendiendo a su padre por su debilidad. De vuelta en Asgard, se le pide a la hechicera Gróa que retire el pedernal de Hrungnir de la frente de Thor.
A medida que sus encantamientos comienzan a mostrar un efecto, aflojando gradualmente la piedra, Thor promete recompensarla generosamente por sus servicios, mencionando que recientemente había ayudado a su marido Aurvandil a cruzar el río helado Élivágar y que no tardaría en reunirse con él.
Al regocijarse con esta noticia, Groa, en su excitación, se olvida de sus cantos y deja la piedra de afilar en la frente de Thor.

## Atributos
La cabeza, el corazón y el escudo de Hrungnir estaban hechos de piedra. Su corazón tenía una forma peculiar, ya que era triangular, y debido a eso el valknut y la triqueta han sido llamadas «Corazón de Hrungnir».